# Nicolás Ruiz Espadero
Faustino de Jesus Nicolás Ruiz Espadero (La Habana, 15 de febrero de 1832-La Habana, 30 de agosto de 1890) fue un compositor, pianista y profesor. Uno de los músicos cubanos más relevantes del siglo XIX. Uno de sus alumnos más relevantes fue Carlos Alfredo Peyrellade, famoso músico haitiano.

## Biografía

### Formación
Nacido en una influyente familia habanera, Nicolás Ruiz Espadero creció en un refinado ambiente artístico. En 1836, empezó su formación musical de la mano de su madre, una reconocida pianista amateur. Según uno de sus primeros biógrafos, a los cuatro años ya componía aceptables piezas.
Más tarde, estuvo en contacto con los mejores pedagogos de Cuba: Julián Fontana (amigo de Chopin), José Miró y Fernando Arizti.
La muerte de su padre, en 1847, provocó que se volviese más tímido e introvertido.

### Actividad profesional
En 1856 es nombrado profesor de música en el Liceo Artístico y Literario de La Habana. En esta institución desarrolló una gran actividad y entró en contacto con la élite criolla de ideas nacionalistas.
En 1857 fue elegido diputado facultativo de la sección de Música del Liceo, y por sus méritos fue ascendido a vicepresidente en enero de 1858. Fue también en ese mismo año cuando le otorgaron una medalla de oro en los "Juegos Florales del Liceo". Compuso "La Plainte du poète" (El lamento del poeta), que refleja un distanciamiento del nacionalismo que había caracterizado las obras de Espadero hasta el momento.
Su dedicación a la actividad compositiva le llevó a abandonar su cargo de vicepresidente -amén de sus otras obligaciones en el Liceo- en febrero de 1859.
Sin embargo continuó con la docencia de forma privada, convirtiéndose en el pedagogo más cotizado de La Habana. En este campo también obtuvo reconocimiento internacional con los logros de sus alumnos Natalia Broch, Gaspar Villate y, particularmente, Ignacio Cervantes.

### Proyección internacional
En 1854 comenzó su trato con Gottschalk en La Habana. El célebre músico le puso en contacto con editores más allá de las fronteras de su patria, especialmente en París. En la década de 1860, la música de Espadero comenzó a publicarse internacionalmente (Nueva York, París, Madrid...). En España, Antonio Opisso le dedicó tres artículos en la revista La España Musical titulados en su conjunto "Espadero y Gottschalk" (1872). En la misma revista reaparece su nombre con la publicación del nocturno "Tristesse". 
Al estallar la Guerra de los Diez Años, Espadero no se exilió, pero su actitud correspondía al de un anticolonialista.
Las hermanas de Gottschalk encargaron a Espadero que editase las obras que Gottschalk le había confiado bajo su custodia. Comenzó la edición en 1871, colocándose así al centro del panorama musical español. En el prólogo de sus obras expuso unos criterios estéticos relacionados con los planteamientos musicales de su gran amigo.
Se publicaron en La España Musical bajo el nombre "Obras póstumas de L.M. Gottschalk", revista de la cual Espadero recibió un gran apoyo.
En 1874 volvió a aparecer en esta revista y el Gobierno español le concedió la encomienda de Isabel la Católica pero esto permaneció ignorado hasta su muerte. El diario madrileño La Época dedicaba a Espadero elogiosas palabras y el periódico La Voz de Cuba acusaba a los músicos cubanos por ignorar a este gran compositor. Serafín Ramírez respondió a este último artículo hostilmente impugnando esas opiniones y acusando a Espadero de que no era merecedor de fama.
La fama de Espadero también llegó a Francia poco a poco como compositor tanto como pedagogo.

### Últimos años
Sus problemas personales fueron intensificados por la enfermedad crónica de su madre y su misantropía. A partir del 1880, Espadero redujo el número de publicaciones en Europa, pero sus obras compuestas anteriormente siguieron reeditándose internacionalmente. Su madre falleció el 3 de febrero de 1885, y tras esa fecha, su vida no transcurrió con la coherencia de una persona normal. Según Carpentier: "Su neurosis de adolescencia se acentuaría con los años, llevándolo a mostrarse huraño, hosco, raro... Nicolás Ruiz Espadero fue un hombre tan extraño en el modo de vivir como en el modo de morir." Pudo o no haber acabado con su vida de manera voluntaria el 22 de agosto de 1890, ya que sufrió quemaduras que acabaron con su vida ocho días después.

## Discografía
- Cecilio Tieles, Piano: Espadero - Obras para piano. EGREM CD 0787. 2006
  - 1. La Reina de Chipre., Contradanza (1859) 1.34
  - 2. La Erminia. Contradanza (1858) 1.27
  - 3. Un Chubasco a Tiempo. Contradanza (1859). 1.34
  - 4. La Rosalía Bustamante. Contradanza. (1859). 1.34
  - 5. Balada. (1869) Op. 20. 8.08
  - 6. Scherzo Op. 58 (1875) 8.04
  - 7. 2da Balada. Op. 57 (1874) 13.19
  - 8. Barcarola. Op. 18 (1867) 7.57
  - 9. La Sacerdotisa. Contradanza (1859). 1.41